# Bogács
Bogács é um município da Hungria, situado no condado de Borsod-Abaúj-Zemplén. Tem 24,69 km² de área e sua população em 2015 foi estimada em 1.960 habitantes.